# Marko Hautala
Marko Hautala (* 1973, Kauhava) je finský hororový spisovatel. Jeho díla syntetizují psychologický thriller na hranici hororu a magický realismus. Svými temně napínavými příběhy si vysloužil přezdívku „finský Stephen King“.
Marko Hautala vystudoval anglický jazyk a literaturu. Kromě psaní vede kurzy tvůrčího psaní, předtím pracoval jako pedagog a zdravotní bratr v psychiatrické léčebně. Žije v západofinském městě Vaasa. Jeho knihy byly přeloženy do osmi jazyků.